# آنا اسمووویک
آنا اسمووُویک (لهستانی: Anna Smołowik؛ زادهٔ ۸ ژوئیه ۱۹۸۵) بازیگر اهل لهستان است. وی دانش‌آموختهٔ آکادمی ملی هنرهای نمایشی الکساندر زلوروویچ در ورشو است.
از فیلم‌ها یا مجموعه‌های تلویزیونی که وی در آن‌ها نقش داشته‌است، می‌توان به گوش آقای رئیس، عشق پیچیده، قواعد بازی، دهن‌به‌دهن، ۳۹ و نیم، تشخیص، در خوشی و سختی، قانون حقیقی، دوستان، پدر متیو، دوران افتخار، رنگ‌های خوشبختی، ع چون عشق، در خیابان سپولنی و اهریمن اشاره نمود.